# Zamir Shpuza
Zamir Shpuza (ur. 26 czerwca 1968 w Szkodrze, zm. 10 stycznia 2014 w Spirze) – albański piłkarz i trener piłkarski, członek albańskich reprezentacji U-21, U-23 i w latach 1991–1997 seniorskiej.

## Życie prywatne
Miał brata Luana. Był żonaty, miał dwóch synów.